# Gao (département)
Pour les articles homonymes, voir Gao.
Ne doit pas être confondu avec Gaoua (département) ou Gaongo (département).
Gao est une région du mali.

## Géographie

### Démographie
- En 2003, le département comptait habitants estimés[1].
- En 2006, le département comptait 19 884 habitants recensés[2].
- En 2019, le département comptait 26 449 habitants recensés[3].

## Administration

### Villages
Le département et la commune rurale de Gao est administrativement composé de neuf villages, dont le village chef-lieu homonyme (données de population consolidées issues du recensement général de 2006) :
- Dao (1 982 habitants)
- Gao (2 389 habitants), chef-lieu
- Lérou (2 048 habitants)
- Mao-Nessira (4 617 habitants)
- Pani (1 104 habitants)
- Passin (3 652 habitants)
- Tékrou (2 439 habitants)
- Yinga (710 habitants)
- Zoro (943 habitants)